# Ceraphron planus
Ceraphron planus är en stekelart som beskrevs av Paul Dessart 1990. Ceraphron planus ingår i släktet Ceraphron och familjen pysslingsteklar. Inga underarter finns listade i Catalogue of Life.